# La chanson du Mundial (album)
La chanson du Mundial anche conosciuta come Le Disque d'or du Mundial '82 è una raccolta della cantante italo-francese Dalida, pubblicata nel 1982 da Carrere.
Si tratta del secondo dei tre album usciti nel 1982.
L'album nasce grazie all'omonima canzone La chanson du Mundial, scritta da Michel Jouveaux, Orlando e Jeff Barnel ed interpretata da Dalida per tutto il 1982 per sostenere la squadra di calcio della Francia al Mondiale 1982.
Verrà estratto, in primis, un 45 giri contenente La chanson du Mundial e un brano strumentale dal titolo Visa pour la chance. Successivamente un altro singolo verrà commercializzato, sia in Francia che in Italia, con i titoli Danza e Tony.

## Tracce
Lato A
1. La chanson du Mundial
2. Danza
3. Il pleut sur Bruxelles
4. Les clefs de l'amour
5. Depuis qu'il vient chez nous
6. Pour vous

Lato B
1. Jouez bouzouki
2. Ensemble (Dalida et Yolanda)
3. Rio do Brasil
4. Tony
5. Pour toi, Louis
6. Comme disait Mistinguett